# Schnedarek Ervin Béla
Schnedarek Ervin Béla (Marosvásárhely, 1920. január 21. – Marosvásárhely, 2008. január 14.) erdélyi magyar fotó- és filmművész.

## Életútja és munkássága
Középiskoláit Marosvásárhelyen végezte (1938), majd a Bolyai Tudományegyetemen matematika–fizika szakon szerzett diplomát (1958), de már korábban, technikusi beosztásban dolgozott az Marosvásárhelyi Orvosi és Gyógyszerészeti Egyetemen (1951–58).
Munkaterülete a fotó- és filmművészet. 1958-ban szakszervezeti filmklubot alapított, szakembereket képzett. 1970-től a Román Televízió magyar adásának külső munkatársa. Számos riport mellett a Bolyai emlékmúzeum, Farsangtemetés Alsósófalván, Jobbágytelki arató kaláka c. filmjei a jelentősebbek; Lövétei esküvő és Nem c. filmjeivel nemzetközi díjakat is nyert. 1989 decemberében többedmagával elkészítette a forradalom filmjét. Részt vett Marosvásárhelyen a Studio 7 filmes műhely létrehozásában.
A marosvásárhelyi filmszemlén (2000) életműdíjjal tüntették ki. Művészpályájáról a Román Televízió bukaresti magyar adásában Simonffy Katalin készített film-nekrológot (2008. január 21.).